# NodeBox
NodeBoxは2Dコンピュータグラフィックス、コンピュータアニメーション、グラフィックスなどをPythonでプログラミングするためのオープンソースアプリケーションである。

## 概要
NodeBoxはOpenGLやPostScriptのようなテクノロジーに影響を受けた、Processingライクなプログラミング環境である。
また、NodeBoxはDrawBotという他のオープンソースプロジェクトが基となっている。
NodeBoxはグラフィックデザイン、人工知能の研究など色々な用途に使われている。

## 基本図形・I/O
NodeBoxでは標準で楕円、星形、矢印、ベジェ曲線などを生成できる。作った作品はイメージファイルにしたり(PDF出力も可能)、QuickTimeムービーに出力することができる。色はRGB、HSB、CMYKなどで指定できる。それぞれ透明度も設定できる。

## ライブラリ
NodeBoxではさまざまなライブラリがサポートされている。
- SVGパスをインポートするためのライブラリ
- アプリケーション内にベジェパスの編集機能
- Mac OS XのCore Imageライブラリを使用し、Photoshopのように画像操作（ブレンドモード、色変更、フィルターなどのレイヤー）。